# Lava Lava Alta
Lava Lava Alta ist eine Ortschaft im Departamento Cochabamba im südamerikanischen Andenstaat Bolivien.

## Lage im Nahraum
Lava Lava Alta liegt in der Provinz Chapare und ist der drittgrößte Ort im Cantón Lava Lava im Municipio Sacaba. Die Ortschaft liegt auf einer Höhe von 2872 m am Südrand der Kordillere von Cochabamba im östlichen Teil der Ebene von Cochabamba im Umfeld der Stadt Sacaba.

## Geographie
Lava Lava Alta liegt am Westrand der Anden-Gebirgskette der Cordillera Oriental in einer Talregion auf halbem Wege zwischen Altiplano und Chapare-Tiefland, die auch als Region ewigen Frühlings bezeichnet wird.
Das Klima ist warmgemäßigt und weist eine mittlere Durchschnittstemperatur von knapp 18 °C auf (siehe Klimadiagramm Cochabamba), die Monatswerte schwanken dabei nur unwesentlich zwischen 14 °C im Juni/Juli und knapp 20 °C von Oktober bis Dezember. Der Jahresniederschlag beträgt nur etwa 450 mm, bei einer ausgeprägten Trockenzeit von Mai bis September mit Monatsniederschlägen unter 10 mm, und einer kurzen Feuchtezeit von Dezember bis Februar mit 90–120 mm Monatsniederschlag.

## Verkehrsnetz
Lava Lava Alta liegt in einer Entfernung von 22 Straßenkilometern östlich der Stadt Cochabamba.
Durch Sacaba verläuft die Nationalstraße Ruta 4, die mit einer Länge von 1657 Kilometern das gesamte Land in West-Ost-Richtung durchquert. Die Straße beginnt im Westen bei Tambo Quemado an der chilenischen Grenze und erreicht nach 392 Kilometern Sacaba. Die Straße führt dann weiter in östlicher Richtung über Santa Cruz nach Puerto Suárez im brasilianischen Grenzgebiet. Abgesehen von den letzten 700 Kilometern im Osten ist die Straße durchgehend asphaltiert.
Von Sacaba aus erreicht man Lava Lava Alta nach sechs Kilometern in südöstlicher Richtung auf Verbindungsstraßen im Außenbereich von Sacaba.

## Bevölkerung
Die Einwohnerzahl der Ortschaft ist in dem Jahrzehnt zwischen den beiden letzten Volkszählungen auf mehr als das Doppelte angestiegen:
| Jahr | Einwohner         | Quelle       |
| ---- | ----------------- | ------------ |
| 1992 | keine Detaildaten | Volkszählung |
| 2001 | 253               | Volkszählung |
| 2012 | 609               | Volkszählung |
| 2024 |                   | Volkszählung |

Trotz des hohen Grades an Verstädterung der Region hat ein großer Teil der Bevölkerung seine Quechua-Identität bewahrt, im Municipio Sacaba sprechen 65,2 Prozent der Bevölkerung Quechua.